# 리나 박 (가수)
리나 박(Lina Park, 본명은 박이나(朴伊娜), 1940년 6월 13일 ~ )은 대한민국의 트로트 가수이다.

## 생애
1959년 미8군 무대에서 가수로 첫 데뷔했다.
그녀는 한때 대한민국 히트곡 메이커의 원조 가운데 한 사람으로 일컬어지는 기타 연주가 겸 작곡가 김희갑(金喜甲)과 결혼하여 1남 1녀를 두었다가 자녀 양육권 전권을 김희갑에게 맡기고 이혼한 바 있다.

### 가족 관계
팝 발라드 가수와 트로트 가수로 활동한 태원(太源)은 그녀의 남동생이다.

### 히트곡 양산과미국이주
히트곡으로는 《사랑은 눈물인가요》, 《서산에 지는 달아》 , 《일요일에 만납시다》 등이 있으며 1986년 이후 미국 캘리포니아주 샌 프란시스코로 건너가 그곳에서 대한민국 국적자 신분으로 거주했다.

### 2000년대근황
2001년과 2002년 초반에 가끔 대한민국으로 귀국하여 KBS 한국방송공사 음악 공연 프로그램 《가요무대》에서 대중들을 찾아 뵙는 기회를 갖기도 하였다.